# География Гренады

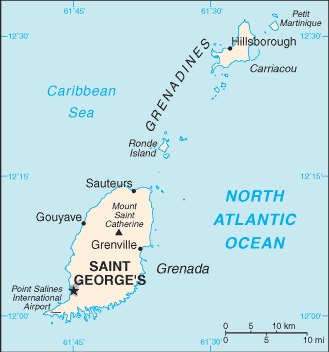
Карта Гренады

Гренада — остров вулканического происхождения, расположенный в Вест-Индии, в 100 км к северу от Венесуэлы, на архипелаге Малые Антильские о-ва. Прибрежная часть — низменность. Внутреннюю часть острова занимают горы и возвышенности. Максимальная высота вулканических вершин достигает 840 м (гора Сент-Катерин). Рек на острове мало, но много ручьёв и источников.
В центральной части острова в национальном парке Grand Etang находится известное своей живописностью озеро Гранд-Этан, расположенное в кратере потухшего вулкана на высоте 530 м над уровнем моря.
Климат тропический, пассатный с дождливым периодом с мая по октябрь. Осадков — свыше 1500 мм в год. С июля по октябрь — период ураганов. Средние месячные температуры около +26 °C.
На острове — плодородные вулканические почвы. Частично сохранились вечнозелёные влажные тропические леса с ценными породами деревьев.
Животный мир представлен в основном птицами. Изображённая на гербе государства национальная птица — гренадская лептотила из рода голубей-лептотил находится на грани исчезновения: численность популяции составляет около 110 особей. Морские воды вокруг острова богаты рыбой, ракообразными и моллюсками.
В состав Гренады входит также южная часть островной цепи Гренадины с крупнейшим островом Карриаку.
Общая площадь — 344 км².